# Hercule Ier (seigneur de Monaco)
Pour les articles homonymes, voir Hercule (homonymie).
Hercule Ier de Monaco, né Ercole Grimaldi (monégasque : A̍rcule Grimaldi) le 24 septembre 1562 et mort assassiné le 29 novembre 1604, est le souverain de Monaco.

## Biographie
Il est le frère du précédent souverain de Monaco Charles II de Monaco et le fils d'Honoré Ier de Monaco (Onorato Grimaldi).
L'opposition populaire se retourne contre Hercule car, en tant que dirigeant, il poursuit une politique pro-espagnole. Le 29 novembre 1604, Ercole se rend dans la soirée chez le gouverneur Gastaldi, rue du Milieu (actuellement numéro 15 rue du Comte Félix Gastaldi), quand, dans l'obscurité, il est attaqué et poignardé à mort. Certains évoquèrent une erreur sur la personne. Son corps est jeté à la mer par le meurtrier et est ensuite retrouvé sur le rivage par les autorités.
Il est l'époux de Marie Landi de Val di Taro (décédée en 1599). Ils ont trois enfants dont un fils : Honoré II Grimaldi de Monaco.

## Armoiries
| Blason | Blasonnement : Fuselé d'argent et de gueules. |